# Statuia eroului caporal Constantin Mușat din Bârlad
Statuia eroului caporal Constantin Mușat din Bârlad este un statuie creată de către sculptorul Ion Dimitriu-Bârlad în anul 1927. Are statut de monument istoric și se află pe Lista monumentelor istorice din județul Vaslui cu codul VS-IV-m-B-06909.
1. ↑  Monuments database, 7 noiembrie 2017